# Luigia Pallavicini
Luigia Pallavicini, född 1772, död 1841, var en italiensk kulturpersonlighet. Hon är känd som inspiratör till många samtida konstnärer och poeter.